# Notre-Dame-de-Bonsecours (L'Islet)
Pour les articles homonymes, voir Notre-Dame-de-Bon-Secours.
Notre-Dame-de-Bonsecours est une ancienne municipalité du Québec (Canada). La municipalité actuelle de L'Islet couvre à peu près le même territoire que l’ancienne municipalité de Notre-Dame-de-Bonsecours.

## Histoire
Le territoire de l’ancienne municipalité de Notre-Dame-de-Bonsecours prit forme, dès 1677, avec les anciennes seigneuries de L'Islet-Saint-Jean et de Bonsecours.
Quatre municipalités se sont construites sur le territoire des deux seigneuries :
- en 1855, peu de temps après l'abolition du régime seigneurial, la municipalité de Notre-Dame-de-Bonsecours se constitue sur le territoire des deux seigneuries ;
- en 1868, la municipalité de Notre-Dame-de-Bonsecours perd une première partie de son territoire lorsque la municipalité de Saint-Eugène se constitue sur une partie des terres de la municipalité ;
- en 1911, la municipalité de Notre-Dame-de-Bonsecours perd une deuxième partie de son territoire lorsque le village de Bonsecours se constitue sur une partie des terres restantes de la municipalité ; en 1968, le village de Bonsecours change de nom pour L'Islet-sur-Mer ;
- en 1950, la municipalité de Notre-Dame-de-Bonsecours perd une troisième partie de son territoire lorsque le village de L'Islet-Station se constitue sur une partie des terres restantes de la municipalité ; en 1954, le village de L'Islet-Station prend le nom de L'Isletville ; en 1966, le village de L’Isletville obtient le statut de ville sous le nom de ville de L'Islet.

Par la suite, les quatre municipalités se sont regroupées pour n'en former finalement qu'une :
- en 1981, une partie du territoire restant de Notre-Dame-de-Bonsecours est annexée à Saint-Eugène ;
- en 1989, le reste du territoire de Notre-Dame-de-Bonsecours est annexé à L'Islet-sur-Mer ;
- le 1er janvier 2000, les municipalités de L'Islet-sur-Mer, de Saint-Eugène et la ville de l'Islet fusionnent pour constituer la municipalité actuelle de L'Islet.

## Source
- La section historique du site de la municipalité de L'Islet